# Joachim Friedrich von Halberstadt
Joachim Friedrich von Halberstadt (* 27. März 1640 in Wendelstorff; † 27. Dezember 1692 ebd.) war ein magdeburgischer bzw. kursächsischer Oberschenk und Amtshauptmann.

## Leben

### Herkunft und Familie
Joachim Friedrich war Angehöriger des mecklenburgischen Adelsgeschlechts derer von Halberstadt. Seine Eltern waren der Erbherr auf Wendelstorff und Schossin, Joachim Friedrich von Halberstadt (1600–1761) und dessen zweite Ehefrau Metta, geborene von Sperling (1611–1672). Er vermählte sich 1668 mit Catarina Maria von Sperling (1632–1697). Aus der Ehe gingen zehn Kinder hervor.

### Werdegang
Halberstadt erhielt Hausunterricht und war dann für anderthalb Jahre Page bei Herzogin Sybille von Braunschweig-Lüneburg-Dannenberg (1584–1652), Hiernach soll er Page bei Herzogin Marie Katharina von Braunschweig-Lüneburg gewesen sein. Diese vermittelte in Halle an Herzog August von Sachsen-Weißenfels weiter, wo er zunächst Kammerjunker dann Kornett der Garde wurde. Er avancierte bald zum Oberschenk und Amtshauptmann in Rotenburg sowie zum Leutnant seiner Garde. Er wurde 1672 in Halle mit dem Namen „der Brauchbare“ in die Fruchtbringende Gesellschaft aufgenommen. Herzog Johann Adolf I. übernahm Halberstadt in seine Dienste, wo er 1680 als dessen Obristlieutenant und Kammerherr in Weißenfels bezeugt ist. Auch als dessen Oberschenk und Hauptmann in Querfurt wurde er bezeichnet. 1681 hat er seinen Abschied erhalten und verbrachte seinen Lebensabend auf dem väterlichen Erbgut Wendelstorff. Seine Beisetzung erfolgte am 16. Februar 1693 in der Kirche von Groß Eichsen.